# فهرست تیره‌های متداول گیاهان گلدار
فهرست تیره‌های متداول گیاهان گلدار شامل ۲۵ خانواده یا تیرهٔ متداول است که این تیره‌ها بر اساس اهمیت اقتصادی و زینتی انتخاب شده‌اند. اسامی تمامی تیره‌ها به آسه ختم می‌شود مگر بعضی از تیره‌های بسیار قدیمی که در این گونه موارد از اسامی سنتی استفاده شده‌است. تعداد سرده و گونه‌ها بر اساس زمان نوشته شدن منبع است و با گذشت زمان این اعداد در حال تغییر هستند. 

## دولپه‌ای‌ها
۱۹ تیرهٔ این جدول جزو دولپه‌ای‌ها هستند.
| تصویر نمونه | نام تیره به لاتین          | نام تیره       | نام متداول فارسی        | توضیحات                                                                                 | نمونه                                  |
| ----------- | -------------------------- | -------------- | ----------------------- | --------------------------------------------------------------------------------------- | -------------------------------------- |
|             | Ranunculaceae              | رانونکولاسه    | تیرهٔ آلاله              | دارای ۸۵ جنس/سرده و ۱۷۵۰ گونه است.                                                      | شقایق نعمانی (سرده) تاج‌الملوک (سرده)   |
|             | Caryophyllaceae            | کاریوفیلاسه    | تیرهٔ میخک               | دارای ۸۹ جنس و ۲۰۷۰ گونه است.                                                           | میخک (سرده) گچ‌دوست                     |
|             | Malvaceae                  | مالواسه        | تیرهٔ پنیرک              | دارای ۱۲۱ جنس و ۱۵۵۰ گونه است.                                                          | ختمی (سرده) نمدار (سرده)               |
|             | Salicaceae                 | سالیکاسه       | تیرهٔ بید                | دارای ۲ جنس و ۳۳۵ گونه است.                                                             | صنوبر (سرده) بید (سرده)                |
|             | Cruciferae یا Brassicaceae | کروسیفر        | تیرهٔ شب‌بو               | دارای ۳۹۰ جنس و ۳۰۰۰ گونه است.                                                          | شب بوی ایرانی (سرده) ایبریس (سرده)     |
|             | Ericaceae                  | اریکاسه        | تیرهٔ خلنگ               | دارای ۱۰۳ جنس و ۳۳۵۰ گونه است.                                                          | سیاه‌گیله (سرده) خرزه هندی (سرده)       |
| گل پامچال   | Primulaceae                | پریمولاسه      | تیرهٔ پامچال             | دارای ۲۲ جنس و ۸۰۰ گونه است.                                                            | نگون‌سار (سرده) عروس سنگ (سرده)         |
|             | Rosaceae                   | رزاسه          | تیرهٔ گل‌سرخ              | دارای ۱۰۷ جنس و ۳۱۰۰ گونه است. دو زیرتیره دارد. - رزوئیده - بادامی‌واران یا آمیگدالوئیده | پرونوس (سرده) توت‌فرنگی (سرده)          |
|             | Leguminosae                | لگومینوز       | تیرهٔ نخود یا باقلائیان  | دارای ۶۵۷ جنس و ۱۶۴۰۰ گونه است.                                                         | اقاقیا (سرده) شبدر (سرده)              |
|             | Euphorbiaceae              | اوفوربیاسه     | تیرهٔ فرفیون             | دارای ۳۲۶ جنس و ۷۷۵۰ گونه است.                                                          | درخت کائوچو (سرده) کرچک (گیاه)         |
|             | geraniaceae                | ژرانیاسه       | تیرهٔ شمعدانی            | دارای ۵ جنس و ۶۷۹ گونه است.                                                             | شمعدانی (سرده) نوک لک‌لکی (سرده)        |
|             | Umbelliferae یا Apiaceae   | اومبلیفر       | تیرهٔ هویج یا چتریان     | دارای ۴۲۰ جنس و ۳۱۰۰ گونه است.                                                          | کرفس (سرده) جعفری (گیاه)               |
|             | Solanaceae                 | سولاناسه       | تیرهٔ تاج‌ریزی بادنجانیان | دارای ۹۰ جنس و ۲۶۰۰ گونه است.                                                           | فلفل (سرده) سیب‌زمینی گوجه‌فرنگی         |
|             | Boraginaceae               | بوراژیناسه     | تیرهٔ گاوزبان            | دارای ۱۵۶ جنس و ۲۵۰۰ گونه است.                                                          | فراموشم مکن (سرده) گل گاوزبان اروپایی  |
|             | Labiatae یا Lamiaceae      | لابیاته        | تیرهٔ نعناع              | دارای ۲۲۴ جنس و ۵۶۰۰ گونه است.                                                          | بادرنجبویه (سرده) آویشن                |
|             | Scrophulariaceae           | اسکروفولاریاسه | تیرهٔ گل‌میمون            | دارای ۲۲۲ جنس و ۴۵۰۰ گونه است.                                                          | گل انگشتانه گل ماهور                   |
|             | Campanulaceae              | کامپانولاسه    | تیرهٔ گل‌استکانی          | دارای ۸۷ جنس و ۱۹۵۰ گونه است.                                                           | گل استکانی                             |
|             | Caprifoliaceae             | کاپریفولیاسه   | تیرهٔ شوند یا آقطیان     | دارای ۱۶ جنس و ۳۶۵ گونه است.                                                            | پیچ امین‌الدوله (سرده) سنبل‌الطیب (سرده) |
|             | Compositae یا Asteraceae   | کمپوزیته       | تیرهٔ گل‌مینا/کاسنیان     | دارای ۱۳۱۷ جنس و ۲۱۰۰۰ گونه است.                                                        | گل آفتابگردان بابونه رومی              |

## تک‌لپه‌ای‌ها
۶ تیرهٔ پایین جدول جزو تک‌لپه‌ای‌ها به شمار می‌آیند.
| تصویر نمونه | نام تیره به لاتین    | نام تیره    | نام متداول فارسی | توضیحات                         | نمونه                              |
| ----------- | -------------------- | ----------- | ---------------- | ------------------------------- | ---------------------------------- |
|             | Gramineae یا Poaceae | گرامینه     | تیرهٔ گندم        | دارای ۷۳۷ جنس و ۷۹۵۰ گونه است.  | چمن (سرده) ذرت                     |
|             | Araceae              | آراسه       | تیرهٔ گل شیپوری   | دارای ۱۰۶ جنس و ۲۹۵۰ گونه است.  | فیل گوش (سرده) چراغ مرداب          |
|             | Liliaceae            | لیلیاسه     | تیرهٔ سوسن        | دارای ۲۲۰ جنس و ۳۵۰۰ گونه است.  | لاله بنفشه سگ‌دندان سریش            |
|             | Amaryllidaceae       | آماریلیداسه | تیرهٔ نرگس        | دارای ۷۰ جنس و ۸۵۰ گونه است.    | سیر (سرده) جام زرین (سرده) گل برفی |
|             | Iridaceae            | ایرایداسه   | تیرهٔ زنبق        | دارای ۹۲ جنس و ۱۸۵۰ گونه است.   | زعفران (سرده) گلایول               |
|             | Orchidaceae          | اورکیداسه   | تیرهٔ ثعلب        | دارای ۷۹۵ جنس و ۱۷۵۰۰ گونه است. | ارکیده شاپرکی وانیل (سرده)         |

### کتابشناسی
- بیگم فقیر، مرضیه (۱۳۸۰). تیره‌های متداول گیاهان گلدار. رشت: دانشگاه گیلان. شابک ۹۶۴-۶۵۷۷-۸۸-۱.